# Metazygia ipago
Espèce
Metazygia ipago est une espèce d'araignées aranéomorphes de la famille des Araneidae.

## Distribution
Cette espèce est endémique du Pernambouc au Brésil,.

## Description
La femelle holotype mesure 6,8 mm.

## Publication originale
- Levi, 1995 : The Neotropical orb-weaver genus Metazygia (Araneae: Araneidae). Bulletin of the Museum of Comparative Zoology, vol. 154, no 2, p. 63-151 (texte intégral).